# Casco Antiguo de Horta de San Juan
El Casco Antiguo de Horta de San Juan es el centro antiguo del municipio de Horta de San Juan (Tarragona) declarado bien cultural de interés nacional.

## Descripción
La población de Horta de San Juan está situada en una colina, en el extremo norte de los Puertos de Beceite, en el sector meridional de la comarca de la Tierra Alta, entre los municipios de Arnes, Prat de Comte, Bot y Caseres de la misma comarca, y los de Alfara de Carles y Paüls del Bajo Ebro, y los de Lledó Algars y Algars de Lledó del Matarraña.
La situación de Horta de San Juan, aturonada, determinó morfológicamente la estructura y su crecimiento. Se pueden distinguir tres sectores que corresponden a tres amplios periodos. El primero y más antiguo, de planta ovalada, tiene como centro el cerro donde había estado el castillo y se organiza en calles concéntricas en sentido de espiral ascendente. Se conservan las casas más sencillas y quizás más antiguas. El segundo sector, formado sobre la cresta de la montaña anexa al cerro original, seguramente en torno al siglo XIV, se organizó a partir de la plaza de la iglesia, que actúa como rótula que enlaza con tres calles paralelas: Santa Ana, Abajo y de Picasso. Otras calles transversales superan los desniveles del terreno: calles del Hospital, Gradas o Cruera. Es en el siglo XIV, durante el reinado de Pedro el Ceremonioso, cuando se construyen las murallas de Horta, que posiblemente rodeaban toda esta zona. En este sector se conservan los edificios y los espacios públicos más emblemáticos de la población: la iglesia parroquial -edificio gótico de los siglos XIV-XV- las plazas de la Iglesia y de San Salvador, el ayuntamiento y la casa de la Comanda -edificios renacentistas del siglo XVI o XVII- el hospital, separado ya de los edificios más significativos, y muchas casas de aspecto señorial hechas con sillares de cantería y elementos de piedra trabajada: portales adintelados, aleros, dinteles de ventanas y porches. La tercera área es la formada por los arrabales del Muro, los Ángeles y del Hospital, fuera de lo que debía de ser el perímetro amurallado. Muchas casas de Horta de San Juan tienen la planta baja dividida por un arco apuntado, que algunos autores atribuyen a un origen templario.
Para delimitar este conjunto se ha tenido en cuenta la topografía y el sistema viario, así como la potente imagen paisajística, que influyó en la obra de Picasso. El entorno de protección es una franja relativamente regular alrededor del conjunto histórico que permite mantener las perspectivas del núcleo desde los viales de acceso y de tráfico.

## Historia
El lugar de Horta (antiguamente Orta), está documentado en 1153 por primera vez, como fronterizo en la donación del castillo de Miravet -después de la conquista de Tortosa el 1148-, parece que hacia el 1163 fue conquistado por Alfonso II de Aragón, el que el 1165 dio carta puebla, según los fueros de Zaragoza, a quienes poblaran los términos de Horta y Bene. El 1174, Alfonso II dio la jurisdicción del lugar a los templarios y, en 1182, los Moncada renunciaron a los derechos que tenían. El 1192, el maestro provincial del Temple dio a los habitantes de Horta una nueva carta de población según las costumbres de Lleida. Al suprimirse los templarios, a principios del siglo XIV,  Horta pasó a los hospitalarios de la castellanía de Amposta. En 1359, Horta comprendía, además, los puestos de Arnes, Ferres -ahora despoblado del término de Horta, Bot, Caseres, Mudèfer y quizás Prat de Comte. En el siglo XIV se inició un aumento de población -de 43 fuegos en 1358 a 81 en 1378- que continuó los siglos XV y XVI. De este momento, son buena parte de los edificios más representativos del núcleo -ayuntamiento, casa del Diezmo-. En el siglo XVII, durante la Guerra de los Segadores (1640), Horta fue saqueada y tomada por asalto para evitar que cayera en manos castellanas. Los censos del siglo XVIII y del XIX vuelven a señalar un incremento de la población, hasta principios del siglo XX. En 1919 se empezó a nombrar Horta de Sant Joan.